# 日米社会保障協定
日米社会保障協定（にちべいしゃかいほしょうきょうてい）とは、日本とアメリカ間の社会保障協定。この協定により、日本とアメリカでそれぞれの年金制度に加入していた場合、それぞれの制度の加入期間が短いことから生じる不利益を回避できるようになった。従来、それぞれの国での年金加入期間はそれぞれ単独で計算されていたため、例えば、日本からの駐在などで2～3年間アメリカで働いていた場合には、アメリカの年金加入期間が短くその分は掛け捨てになってしまっていた。この協定はそのような不利益を回避するためのものであり、次の二点からなる。
1. 一方の国の年金受給要件の最低加入期間が足りない場合は、相手国の年金制度の加入期間を通算できる。
2. 短期（5年以内）の滞在しか見込まれない労働者は、滞在相手国の年金制度に加入しなくてもよい。

年金加入期間の通算について説明する。例えば、
- 日本の厚生年金に6年間加入したあと
- アメリカに渡って9年働いて社会保障税を納めて退職した
- 更にアメリカに渡った3年後にアメリカに帰化した

とすると、従来の方法では、日本の公的年金受給に必要な加入期間の計算は、実際に厚生年金に加入していた期間の6年間と日本人であって国外にいたカラ期間（帰化以前の3年間）の計9年で、日本の公的年金の受給要件の「最低10年加入」を満たさず、またアメリカの社会保障の受給要件の「最低10年加入（正確には40クレジット）」も満たさないので、合計15年間年金保険料及び社会保障税を納めていたにもかかわらず日米どちらからも年金を受給できないという極めて不利な状況だったが、本協定により日本での6年間とアメリカでの9年間を通算して、どちらの国でも「加入期間15年間」とみなすことで両国の受給要件を満たすことができるようになった。ただし、通算されるのは受給資格に必要な加入期間の計算だけで、年金の支給元及び支給額はそれぞれの国の年金制度の独立勘定であり、日本からは厚生年金6年分、アメリカからは社会保障9年分の実際に保険料・税を納めた分に相応する金額がそれぞれの国からそれぞれの制度の条件の下に支給されるのでのあり、決してどちらか一方の国の年金に相手国の年金が加算されるわけでない。加入期間の通算は、両国の年金制度に同時に加入していた期間はどちらか一方の期間のみ算入され、二重算入（合算）はない。また、同様の協定がドイツなど他の諸国とも締結されているが、二国間協定なので、三ヶ国以上の加入期間を通算することはできない。加入期間の通算手続きは受給開始時の居住国の年金事務所・社会保障事務所で行え、相手国の加入期間の確認・通知などをしてもらえる。
所得を得る者は、国籍や所得のソースに関わらず居住国の年金制度に加入しなくてはならないが、予め短期（5年以内）の居住しか見込まれない場合は、派遣元の国の公的年金制度に加入継続を条件に、事前の申請により滞在相手国の年金制度の加入を免除される。ただし一旦許可された免除を翻すことはできない。